# Дужине
Дужине (мађ. Szécsenfalva; раније Сеченово) су село у Војводини, у општини Пландиште, у Јужнобанатском округу. Према попису из 2022. било је 85 становника. Већинско становништво су Срби, а у селу живи и и значајан број Македонаца, који имају статус националне мањине.

## Историја
Насеље под именом Сеченфалва (мађ. Szécsenfalva) настаје након одласка Турака из Баната у првој половини 19 века. Формирано је 1837. године од стране поседника пустаре, грофа Сечен де Темерина који је населио Немце. По њему село добија име Сеченфалва. Године 1843. било је у овом насељу 187 становника. Ови колонисти припадали су великогајској парохији, а богомољу су имали у школској згради.
О колонизацији Немаца након одласка Турака из Баната у Прегледу колонизације Војводине у XVIII и XIX веку, посебном издању Матице српске из 1961. стоји „Рат против Турске који је водио цар Јосиф II у савезу са царицом Катарином II, јако је опустошио јужне крајеве Угарске, а нарочито Банат. Требало је надокнадити губитке у људству путем колонизације већег размера, али с обзиром на несигурност живота и имовине у овим крајевима, поготово у Банату, није се могло придобити ни приближно онолико колониста колико у терезијанска доба. Овај рат је потпуно отрезнио Немце из снова о негдашњем Елдорадо у јужној Угарској, где је колонисте чекао напоран рад у подизању једно запуштено земље, а уз то и стална спремност на борбу против пљачкаша из турске царевине... Потреба колонизације ових крајева, нарочито Баната, постала је најактуелнија у доба сталних ратова против Наполеона ради повећања убојне снаге граничара, с једне стране, а све већег приноса хране за исхрану војске и становништва, с друге стране".
Немци у овом периоду у Банат стижу из Виртемберга, Бадена и Хесена.
Пољопривреда одређује и сам облик насеља у време када је формирана Сеченфалва.
- Архитектура насеља

Насеља су грађена по плану иу квадратном облику. Тај план је предвиђао све тешкоће саобраћаја војвођанских баровитих крајева, нарочито блатњавог Баната, те тако омогућавају насељеницима да путеве у насељима лакше поправљају и краћим путем излазе на своје оранице, стоји у Прегледу колонизације Војводине у 18 и 19 веку. У ту сврху насеља су испресецана многим уздужним и попречним улицама, а ради сасушивања путева и из хигијенских разлога улице су каналисане помоћу јендека (јарка).
Куће из тог доба су углавном од тврђег материјала и плански једнообразно су сазидане иу пуном смислу имају земљораднички карактер. Куће су веће, од опека и црепа, што је омогућило њихово рогљаста грађење. Собе и нуз просторије су веће и боље осветљене, штале на рогљаста продужењу прегледније, одељене од кућа у дворишту. У њима нема више огњишта већ штедњака у кухињама, док су у собама зидане пећке. Из тог доба је и отворен ходник у који воде врата са улице. Врата, увучена у зид са две до три степенице, дају и данас карактеристично обележје швапским кућама у Банату. Звале су се Гангтурхојзер, а по дугачким ходницима Лаубенгангхојзер.
Ове традиционалне попречне куће грађене су до прве половине 19 века, а касније због повећаног благостања и већег прираста деце настају куће уздужног типа паралелно са улицом и са попречним рогљаста продужењем за штале и шупе. Познате су под именом Лангхауз или Гангзајтигесхауз.
Немачка кућа попречног и уздужног типа у 19 веку има и једну карактеристичну новину социјалног значаја. То је кућица у дворишту такозвана Клајнхауз. Пошто најстарији син доведе жену у кућу и преузме газдинство, његови родитељи му предају главну кућу, њиве и цело газдинство, а сами прелазе у малу кућу где живе одвојено, да не буду ни у чему на сметњи млађима.
Уз попречну кућу прави се и попречно двориште ограђено кућом само са уличне стране, са рогљаста кућом рогљаста двориште, са дворогљасто издуженом кућом дворогљасто и тророгљасто двориште огртадјено кућом са три стране. Постојало је и затворено двориште ограђено са све четири стране. Двориште је најчешће поплочано опекама, а иза дворишта је гувно за амбар, котарка, свињац, слама, плева и тулузина. Иза гувна обично је био врт. Тако су изгледала немачка насеља у првој половини 19 века.
- Пољопривреда

На њивама гајене су житарице и кукуруз. Тек у 20 веку гаји се сунцокрет, шећерна репа и друге индустријске биљке.
Многи су се и поред пољопривреде, бавили и занатима. Немци су дуго били под утицајем српско-еснафског занатства у Војводини.
Били су изузетно скромни у одевању, нарочито жене. Такође, туберкулоза не коси ни приближно толико Немце као остале народности јер су били изузетно трезвени, скромни и радни. У Прегледу колонизације Војводине у 18 и 19 веку стоји: да све те банатске насеобине, основане на спахијским имањима, имају претежно привредни карактер; но при свем том изведене су од мађарских спахија у интересу Угарске са тенденции да се српски живаљ Баната, до тада скоро компактна етничка целина, политички и економски што више ослаби. Године 1854. Сеченфалва је имала 469 становника, а површина катастарске општине износила је 1632 ланца. Године 1865. је имала 73 малопоседника и једног великог поседника, грофа Сечена. Атар је имао површину 1687 ланаца. Сеченфалва, Стари Лец и Крива Бара тада су чинили једно окружно бележништво са седиштем у Сеченфалви.
- Бројно кретање становништва, и култура

у овом насељу било је следеће: 1869 — 768 становника; 1880 — 720 становника; 1890. имало је 922 становника; 1900. услед исељавања 733 становника; 1910. године 659 становника; 1921. након Првог светског рата 982 становника; 1948. након Другог светског рата 514 становника и 1991. године по последњем попису свега 234 становника. До Другог светског рата већину становника чинили су Немци. Данас у Дужинама живе Срби 54,33%, Македонци 31,05% и Словенци 8,21%.
Гроф Сечен свој посед 1888. године продао је Игнацу Цавос, од кога је 1892. године општина узела овај посед амортизацијом на 50 година.
Железничка станица у овом насељу отворена је 1. маја 1889. године.
По подацима добијем од жупника Ереш Лајоша из Јерменоваца у Сеченфалви црква је изграђена 1900. године а освештена је 1902. године. Грађена је у част Мајке Божије. Срушена је 1952. године. Ова парохија припадала је Великом Гају и Маленица Фалви, немачком насељу. Од 1921. године ово је била самостална капеланија у којој је био свештеник Ек Ђерђ.
Насеље има школу од свог настанка у којој се до 1900. године налазила и богомоља. Нова зграда школе изграђена је 1905. године. На основу записника месног школског одбора од 12. августа 1928. године па до 26. априла 1944. сазнајемо да је државна основна школа Шећенов имала наставу на немачком језику. Године 1928 — 1929 уписан је 21 ђак и то 13 дечака и 8 девојчица, а 1930/31 укупно 21 дете немачке народности која су углавном била деца ратара. Следеће школске године уписано је 9 Немаца у први разред и десеторо деце ненемачке народности, Југословени и Мађари.
Из ових записника сазнали смо да је 1. септембра 1938. године постојао први и други разред више народне школе која није била засебно одељење због малог броја деце већ су наставу похађали заједно са основцима. Такође, занимљиво је и то да су деца током септембра редовно добијала распуст у трајању од 5-10 дана одлуком Министарства просвете за помагање у берби кукуруза.
Први телефон у овом насељу имала пошта 25. марта 1929. године која се тада налазила у школској згради. Записници месног школског одбора од 14. априла 1942. године па до 26. априла 1944. године вођени су на немачком језику и на основу превода библиотекарке Марије Шипке из Пландишта сазнали смо да се у то време учио Немачки језик, математика, историја, ликовно и домаћинство. Тада је школа у Шећенов имала 3 учитеља и једну васпитачицу и да је укупно било 2 разреда први, други и трећи водила је Мадлена Цапе а разред је бројао 31 ученика и друго одељење са четвртим, петим и шестим разредом водила је Херта Шмит а одељење је имало 36 ученика. Након Другог светског рата Дужине је имало школу са 6 одељења до 1957. године, затим са осам одељења. Врло брзо прелази због малог броја деце школа у Стари Лец а затим у Хајдучици. Данас ђаци из Дужина путују у Стари Лец до четвртог разреда а од петог до осмог у Хајдучица у Основну школу "Јован Јовановић Змај"
У новембру 1918. српска војска је ушла у Сеченфалву која је 1919. припојена Торонталско-Тамишкој жупанији. Тих је година и пустара варош, која је припадала партошкој општини (сада у Румунији) припојена Сеченовској општини. Напомињемо да је име Сеченфалва 1924. године промењено у Шећенов а после Другог светског рата у Дужине.
Структура становништва овог насеља промењена је након Другог светског рата када су 23 породице из општине Крива Паланка стигле у Дужине (1947. године). Године 1948. насељено је 28 породица из општина Мурска Собота и Ново Место, већина се и вратила.
- Развој села

Ово насеље струју добија 1969. године, гас 1991. а 20 домаћинстава телефон 1983. године. Изградили су и централни водовод 1998. године на који су прикључена сва домаћинства.
Насеље и атар Дужине заузимају северни део општине Пландиште где се простире Иланџанска депресија. Село је израђено на нешто вишем терену — 78 метара надморске висине — од околног. Разлике у апсолутној висини између ближе околине насеља и самог насеља иду и до два метра.
Са осталим насељима село је повезано преко Старог Леца и Марковићева.
Атар Дужина се простире у правцу север-југ а дужина је атара око 6,5 км а највећа ширина око 3 км. На северу атар се граничи са Брзава која извире на планини Семеник, јужно од Решице у Румунији. Укупна дужина ове реке је 180 км а од тога кроз нашу општину протиче 20 км, што чини 11% од укупне дужине тока. Брзава је каналисана почев 4 км западно од Денте, па до ушћа у дужини од 33 км. Круне насипа су размакнуте од 62-66 м а насипи су високи између 5 и 7 м. Брзава има воде током целе године, максималн водостај у пролеће а минималан у лето.
Насеље је квадратног облика сса пружањем дужних улица у правцу запад-исток. Постоје три дужне и три попречне улице. Све се секу под правим углом. Куће су панонског типа са неколико изузетака. Карактеристчно је да на улицама има врло мало зеленила. Асфалтирана је само главна улица.
Насеље нема споменике културе ни природне реткости. Има само спомен плочу посвећену борцима НОР-а на задружном дому и на згради бивше основне школе.

## Демографија
У насељу Дужине живи 190 пунолетних становника, а просечна старост становништва износи 48,9 година (45,1 код мушкараца и 52,2 код жена). У насељу има 97 домаћинстава, а просечан број чланова по домаћинству је 2,26.
Становништво у овом насељу веома је нехомогено, а у последња три пописа, примећен је пад у броју становника.
|  |

| Демографија | Демографија | Демографија |
| Година      | Становника  | Становника  |
| ----------- | ----------- | ----------- |
| 1948.       | 514         |             |
| 1953.       | 620         |             |
| 1961.       | 623         |             |
| 1971.       | 400         |             |
| 1981.       | 282         |             |
| 1991.       | 234         | 229         |
| 2002.       | 219         | 226         |

| Етнички састав према попису из 2002.‍ | Етнички састав према попису из 2002.‍ | Етнички састав према попису из 2002.‍ | Етнички састав према попису из 2002.‍ | Етнички састав према попису из 2002.‍ |
| ------------------------------------ | ------------------------------------ | ------------------------------------ | ------------------------------------ | ------------------------------------ |
|                                      |                                      |                                      |                                      |                                      |
| Срби                                 | Срби                                 |                                      | 119                                  | 54,33%                               |
| Македонци                            | Македонци                            |                                      | 68                                   | 31,05%                               |
| Словенци                             | Словенци                             |                                      | 18                                   | 8,21%                                |
| Мађари                               | Мађари                               |                                      | 5                                    | 2,28%                                |
| Хрвати                               | Хрвати                               |                                      | 1                                    | 0,45%                                |
| Румуни                               | Румуни                               |                                      | 1                                    | 0,45%                                |
| Бугари                               | Бугари                               |                                      | 1                                    | 0,45%                                |
| непознато                            | непознато                            |                                      | 6                                    | 2,73%                                |

| \| \| м \| \| \| ж \| \| ? \| 0 \| \| \| 0 \| \| 80+ \| 3 \| \| \| 11 \| \| 75—79 \| 10 \| \| \| 7 \| \| 70—74 \| 8 \| \| \| 20 \| \| 65—69 \| 3 \| \| \| 7 \| \| 60—64 \| 6 \| \| \| 8 \| \| 55—59 \| 6 \| \| \| 4 \| \| 50—54 \| 7 \| \| \| 5 \| \| 45—49 \| 12 \| \| \| 11 \| \| 40—44 \| 8 \| \| \| 10 \| \| 35—39 \| 6 \| \| \| 4 \| \| 30—34 \| 4 \| \| \| 4 \| \| 25—29 \| 4 \| \| \| 3 \| \| 20—24 \| 8 \| \| \| 6 \| \| 15—19 \| 8 \| \| \| 5 \| \| 10—14 \| 7 \| \| \| 6 \| \| 5—9 \| 2 \| \| \| 3 \| \| 0—4 \| 2 \| \| \| 1 \| \| Просек : \| 45,1 \| \| \| 52,2 \| |      |  |  |      |
| |      |  |  |      |
| | м    |  |  | ж    |
| ? | 0    |  |  | 0    |
| 80+ | 3    |  |  | 11   |
| 75—79 | 10   |  |  | 7    |
| 70—74 | 8    |  |  | 20   |
| 65—69 | 3    |  |  | 7    |
| 60—64 | 6    |  |  | 8    |
| 55—59 | 6    |  |  | 4    |
| 50—54 | 7    |  |  | 5    |
| 45—49 | 12   |  |  | 11   |
| 40—44 | 8    |  |  | 10   |
| 35—39 | 6    |  |  | 4    |
| 30—34 | 4    |  |  | 4    |
| 25—29 | 4    |  |  | 3    |
| 20—24 | 8    |  |  | 6    |
| 15—19 | 8    |  |  | 5    |
| 10—14 | 7    |  |  | 6    |
| 5—9 | 2    |  |  | 3    |
| 0—4 | 2    |  |  | 1    |
| Просек : | 45,1 |  |  | 52,2 |

| Година пописа     | 1948. | 1953. | 1961. | 1971. | 1981. | 1991. | 2002. |
| ----------------- | ----- | ----- | ----- | ----- | ----- | ----- | ----- |
| Број домаћинстава | 120   | 136   | 135   | 105   | 108   | 93    | 97    |

| Број чланова      | 1  | 2  | 3 | 4  | 5 | 6 | 7 | 8 | 9 | 10 и више | Просек |
| ----------------- | -- | -- | - | -- | - | - | - | - | - | --------- | ------ |
| Број домаћинстава | 34 | 33 | 7 | 17 | 6 | 0 | 0 | 0 | 0 | 0         | 2,26   |

| Пол    | Укупно | Неожењен/Неудата | Ожењен/Удата | Удовац/Удовица | Разведен/Разведена | Непознато |
| ------ | ------ | ---------------- | ------------ | -------------- | ------------------ | --------- |
| Мушки  | 93     | 25               | 57           | 8              | 3                  | 0         |
| Женски | 105    | 14               | 55           | 34             | 2                  | 0         |
| УКУПНО | 198    | 39               | 112          | 42             | 5                  | 0         |

| Пол    | Укупно                    | Пољопривреда, лов и шумарство | Рибарство                            | Вађење руде и камена | Прерађивачка индустрија       |
| ------ | ------------------------- | ----------------------------- | ------------------------------------ | -------------------- | ----------------------------- |
| Мушки  | 49                        | 39                            | 0                                    | 0                    | 2                             |
| Женски | 34                        | 21                            | 0                                    | 0                    | 4                             |
| Укупно | 83                        | 60                            | 0                                    | 0                    | 6                             |
|        |                           |                               |                                      |                      |                               |
| Пол    | Производња и снабдевање   | Грађевинарство                | Трговина                             | Хотели и ресторани   | Саобраћај, складиштење и везе |
| Мушки  | 0                         | 1                             | 1                                    | 0                    | 2                             |
| Женски | 0                         | 0                             | 2                                    | 0                    | 0                             |
| Укупно | 0                         | 1                             | 3                                    | 0                    | 2                             |
|        |                           |                               |                                      |                      |                               |
| Пол    | Финансијско посредовање   | Некретнине                    | Државна управа и одбрана             | Образовање           | Здравствени и социјални рад   |
| Мушки  | 0                         | 0                             | 2                                    | 0                    | 2                             |
| Женски | 0                         | 0                             | 2                                    | 3                    | 2                             |
| Укупно | 0                         | 0                             | 4                                    | 3                    | 4                             |
|        |                           |                               |                                      |                      |                               |
| Пол    | Остале услужне активности | Приватна домаћинства          | Екстериторијалне организације и тела | Непознато            | Непознато                     |
| Мушки  | 0                         | 0                             | 0                                    | 0                    | 0                             |
| Женски | 0                         | 0                             | 0                                    | 0                    | 0                             |
| Укупно | 0                         | 0                             | 0                                    | 0                    | 0                             |